# Krásný Les bažantnice
Krásný Les bažantnice je železniční zastávka v km 4,357 trati Frýdlant v Čechách – Jindřichovice pod Smrkem. Je jednou ze dvou zastávek v obci Krásný Les na této trati, tou druhou je Krásný Les. Situována je v západních partiích obce, východně od železničního přejezdu na silnici Frýdlant–Řasnice.

## Historie
Byť trať z Frýdlantu do Jindřichovic pod Smrkem byla dána do provozu již 2. srpna 1902, zastávka byla zprovozněna až 1. května 1907, tehdy pod názvem Schönwald Fasangarten.
V roce 1918 byla počeštěna na Schönwald bažantnice, v období 1938–1945 se opět používalo plně německé pojmenování Schönwald Fasangarten. Poté se navrátilo označení Schönwald bažantnice, ale jen do roku 1949, od kterého se používá plně český název Krásný Les bažantnice.

## Popis zastávky

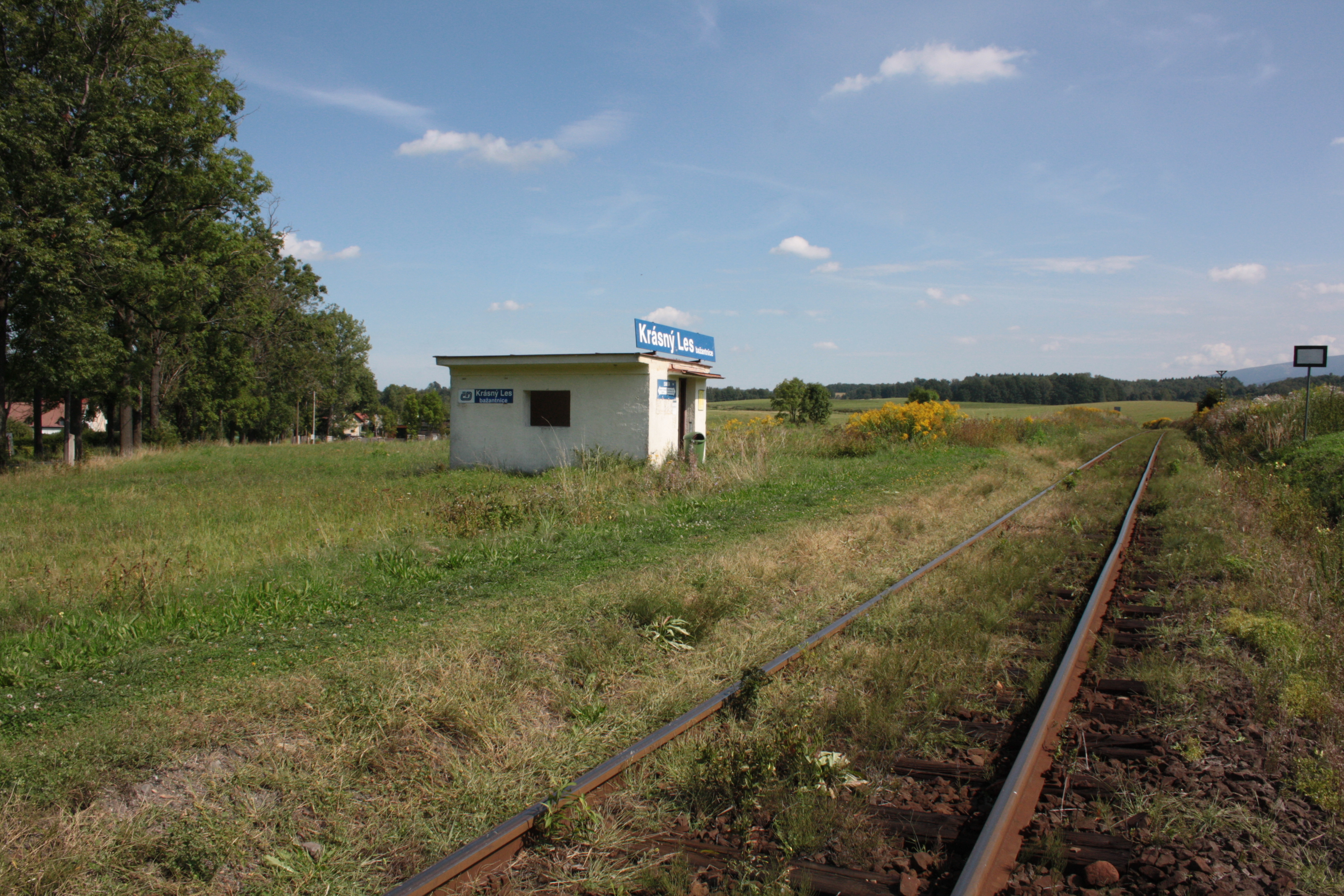
Zastávka v roce 2012

V roce 2007 měla zastávka jednostranné vnější sypané nástupiště o délce 35 m, cestujícím sloužil zděný přístřešek. Zastávka tedy nebyla obsazena žádnými zaměstnanci, jízdenky se prodávaly ve vlaku. Zastávka byla osvětlena místním veřejným osvětlením.
Mezitím došlo k rekonstrukci nástupiště a v roce 2022 již byly v zastávce u traťové koleje nástupištní tvárnice typu Tischer s nástupní hranou ve výšce 300 mm nad temenem kolejnice. Délka nástupiště byla mírně zkrácena na 30 m. Zastávka je bez osvětlení.
U zastávky se v km 4,328 nachází železniční přejezd s označením P2888. Jedná se o křížení se silnicí III. třídy Frýdlant–Řasnice. Přejezd je zabezpečen výstražnými kříži (stejně jako v roce 2007).

## Provoz
V roce 2023 v zastávce pravidelně zastavovaly osobní vlaky linky L61 Liberec – Frýdlant v Čechách – Nové Město pod Smrkem – Jindřichovice pod Smrkem. Pro všechny tyto pravidelné vlaky se jednalo o zastávku na znamení.